# König Ludwig Schloßbrauerei Kaltenberg
Die König Ludwig GmbH & Co. KG Schloßbrauerei Kaltenberg (kürzer: König Ludwig Brauerei) mit Hauptsitz im oberbayerischen Fürstenfeldbruck ist eine mittelständische bayerische Brauerei. Die Brauerei ist aus der Schloßbrauerei Kaltenberg hervorgegangen. Seit 2001 ist die König Ludwig Schloßbrauerei Kaltenberg ein 50/50-Joint-Venture zwischen dem Unternehmer Luitpold Prinz von Bayern und der Warsteiner Brauerei. Die König Ludwig Schloßbrauerei Kaltenberg ist Lizenznehmerin der König Ludwig International GmbH & Co. KG, die von Luitpold Prinz von Bayern kontrolliert wird. Die Getränkemarken „König Ludwig Dunkel“, „König Ludwig Weissbier“, „König Ludwig Hell“ sowie „Kaltenberg“ sind im Eigentum der Lizenzgeberin, der König Ludwig International. Sie führt diese Marken weltweit und hat in vielen Ländern an Dritte Lizenzrechte vergeben. 2004 wurden 340.000 hl gebraut, davon 100.000 hl in Kaltenberg.

## Namensgebung
Der Name und der offizielle Slogan „Bier von königlicher Hoheit“ rührt daher, dass die Brauerei, die in erster Linie durch ihre Marken König Ludwig Dunkel und König Ludwig Weissbier bekannt ist, auf das bayerische Königshaus zurückgeht und lange Zeit noch ein Wittelsbacher – Luitpold Prinz von Bayern – die Geschäftsführung innehatte. Heute liegt die Geschäftsführung in Händen von zwei angestellten Geschäftsführern. Luitpold Prinz von Bayern ist weiterhin Geschäftsführer der König Ludwig International.

## Standorte
Ursprünglicher Standort ist das Schloss Kaltenberg, wo auch heute noch gebraut wird. 1980 wurde Marthabräu in Fürstenfeldbruck übernommen, seitdem ist dort die Verwaltung und ein Großteil der Produktion angesiedelt. Ein weiterer Standort besteht bei Oberbräu in Holzkirchen. Bis 2024 gehörte auch das Brauhaus Thannhausen zum Unternehmen.

## Geschichte der Brauerei

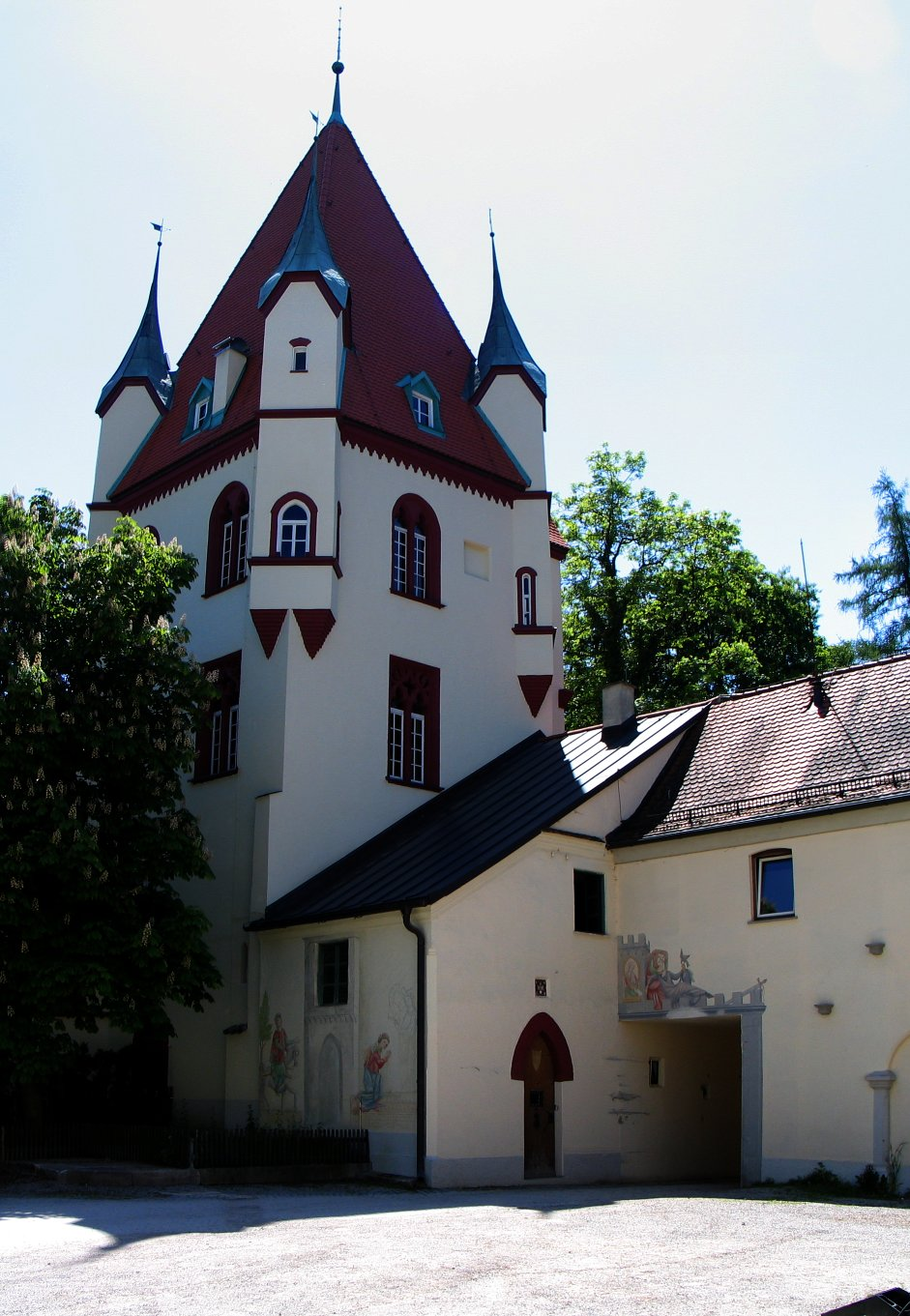
Schloss Kaltenberg

### Vorgeschichte
Bereits 1260 gründete das Haus Wittelsbach die erste Brauerei, 1292 erbaute Herzog Rudolph das Schloss Kaltenberg. Es wird angenommen, dass seitdem an jener Stelle Bier gebraut wird. Nach einer langen wechselvollen Geschichte gelangte das Schloss 1955 zurück in den Besitz der Wittelsbacher, die zuvor durch das Bayerische Reinheitsgebot und das über 200 Jahre andauernde Weißbiermonopol die bayerische Braukunst geprägt hatten. Seitdem ziert das alte bayerische Königswappen die Kronkorken der Flaschen (die bayerische Staatsbrauerei Weihenstephan in Freising verwendet das ähnliche, alte bayerische Staatswappen von 1923).

### Geschichte der Schlossbrauerei Kaltenberg
Die Schlossbrauerei in ihrer heutigen Form wurde 1871 eröffnet und trat 1920 der Münchener Unionsbrauerei (heute Löwenbräu) bei. Seit 1955 ist die Brauerei wieder in Besitz der Familie Wittelsbach, 1976 übernahm Luitpold Prinz von Bayern das Schloss samt Brauerei. Als Geschäftsführer setzte er auf die Nischenstrategie: die Brauerei spezialisierte sich auf Dunkles Bier. In den folgenden Jahren wurde der Bekanntheitsgrad der Biere (vor allem durch das seit 1979 stattfindende Kaltenberger Ritterturnier) und die Produktionsmenge erheblich gesteigert. 1980 konnte Marthabräu in Fürstenfeldbruck übernommen werden. 2003 wurde eine enge Kooperation mit der Postbrauerei Thannhausen eingegangen, welche jedoch als eigenständiger Familienbetrieb bestehen blieb. Seither wurden noch weitere Brauereien übernommen, wie 2007 der Holzkirchner Oberbräu. Durch Lizenzvergabe werden Biere unter dem Namen Kaltenberg weltweit gebraut und vertrieben.
Zum Jahreswechsel 2024/25 wurde der Braustandort in Thannhausen mit 18 Mitarbeitern aus wirtschaftlichen Gründen aufgegeben. Der Standort wurde den Eigentümern der Postbrauerei Thannhausen zur vorzeitigen Rückgabe angeboten, welche daran jedoch kein Interesse zeigten.

## Marken und Märkte

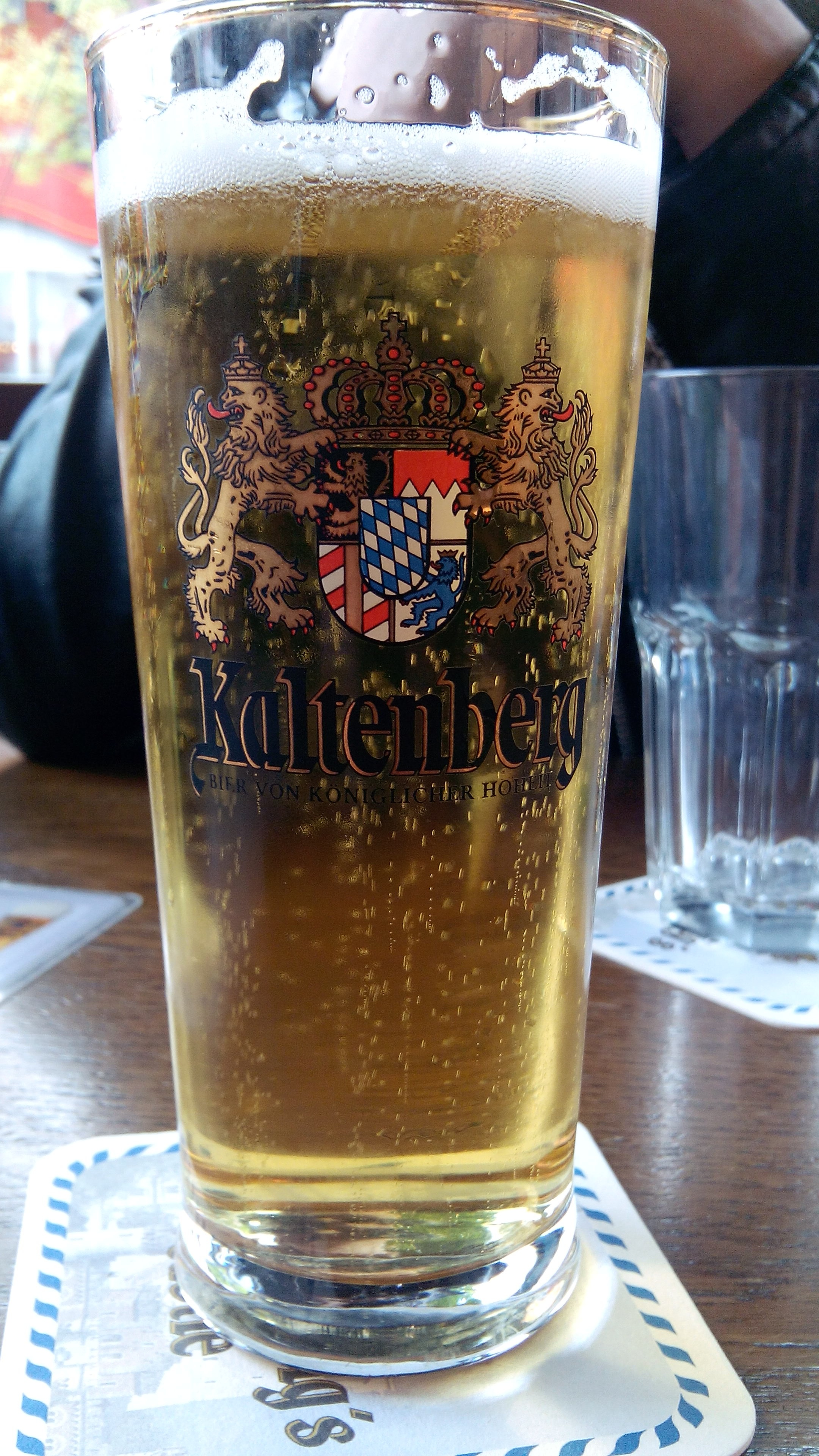
Ein Glas Kaltenberg

### Produkte

#### Biere aus Kaltenberg
- König Ludwig Dunkel

#### Biere aus Fürstenfeldbruck
- Prinzregent Luitpold Weizenbock
- König Ludwig Weissbier Hell
- König Ludwig Weissbier Dunkel
- König Ludwig Weissbier Kristall
- König Ludwig Weissbier Leicht
- König Ludwig Weissbier Alkoholfrei

#### Biere aus Holzkirchen
- König Ludwig Hell

#### Marke „Kaltenberg“
- Kaltenberg Spezial
- Kaltenberg Schlosskeller naturtrüb
- Kaltenberg 3,8
- Kaltenberg Leicht
- Königliches Festtagsbier
- Kaltenberg Ritterbock
- Kaltenberg Hefeweissbier

#### Sonstige
Neben den Marken König Ludwig und Kaltenberg wird auch die Marke Holzkirchner Oberbräu in den Braustätten der König Ludwig Brauerei hergestellt.

### König Ludwig in Lizenz
Biere unter dem Markennamen Kaltenberg sind in den folgenden Ländern auf dem Wege der Lizenzierung durch die König Ludwig International vertreten: 
- Großbritannien: bereits von 1979 bis 2015 braute die Daniel Thwaites Brewery Kaltenberg in Lizenz, seit 2015 Marston’s[10]
- Schweden: Kaltenberg Pils & Kaltenberg Eko Pils unter Lizenz gebraut durch die Krönleins Bryggerie in Halmstad[11]
- Kroatien: unter dem Namen Kaltenberg Adria besteht seit 2018 eine Brauerei in Kukuljanovo. Diese stellt Kaltenberg Pils, Hefe-Weißbier, Kaltenberg Royal Lager und König Ludwig Dunkel sowie das lokale Tars her. Außerdem gibt es einzelne Craft-Beer-Stile in der Reihe Ludwig’s Craft.[12]
- Russland: Kaltenberg Hell & Pils unter Lizenz gebraut durch die Brauerei Ochakovo in Moskau[13]
- Bulgarien: Kaltenberg Pils unter Lizenz gebraut durch die Boljarka-Brauerei in Weliko Tarnowo
- Belarus: Kaltenberg Pils unter Lizenz gebraut durch die Kryniza-Brauerei in Minsk[14]

König Ludwig Dunkel
König Ludwig Weissbier Dunkel
König Ludwig Weissbier Hell
Ritterbock Luitpold Prinz von Bayern

## Kaltenberg und das Oktoberfest
Um eine mögliche Teilnahme der Schlossbrauerei am Münchener Oktoberfest wird seit den 1980er-Jahren ein Rechtsstreit geführt. Zum Fest werden nur Münchener Betriebe zugelassen, somit darf die Wittelsbacher Brauerei nicht teilnehmen, obwohl das Fest anlässlich der Hochzeit des Kronprinzen Ludwig (I.) durch die Wittelsbacher ins Leben gerufen wurde.
Luitpold Prinz von Bayern vermutet hinter dieser Regelung ein Kartell der (heute mehrheitlich unter ausländischer Kontrolle stehenden) Großbrauereien und beruft sich bei seinem Teilnahmewunsch auf die königliche Tradition (beim ersten Fest sei sogar Bier aus Wien ausgeschenkt worden) und die Unterstützung der Bevölkerung. So würde die Öffnung der Wiesn für Brauereien aus dem Umland den Bierpreis auf dem Oktoberfest drastisch senken. Bisher wurde seine Bewerbung jedes Jahr vom zuständigen Organisationskomitee abgelehnt.
Zahlreiche Protestaktionen blieben bisher erfolglos: Ein von ihm organisierter „alternativer Brauereinzug“ brachte ihm eine Verwarnung wegen Behinderung des Verkehrs ein. Als er den Ausschluss durch Aufstellen einer „mobilen Brauerei“ zu umgehen versuchte, wurden die Statuten geändert.

## KLD-Asso99
Ein exklusiver Werbeträger der Brauerei war die König Ludwig Dunkel (BYC) von Luitpold Prinz von Bayern, eine Asso99, welche als Regattayacht im Segelsport unterwegs war. Das Schiff mit dunkelbraunem Rumpf zerschellte auf dem Gardasee an einem Felsen.